# Esi Benyarku
Esi Benyarku, född 28 november 1976, är en friidrottare från Kanada. Hon deltog vid olympiska sommarspelen 2000.